# Ryan White
Ryan Wayne White (Kokomo, 6 dicembre 1971 – Indianapolis, 8 aprile 1990) è stato un giovane statunitense che, a seguito di una trasfusione con sangue infetto, contrasse il virus dell'HIV e divenne poi uno dei simboli della lotta all'AIDS e dell'integrazione delle persone sieropositive.

## Biografia
Essendo emofilico, Ryan fu infettato dall'HIV subito dopo una trasfusione di sangue contaminato dal virus. Nel 1984 i medici gli prognosticarono sei mesi di vita; ma, nonostante essi avessero escluso il pericolo di contagio, Ryan non poté tornare a scuola. Infatti all'epoca l'AIDS era una malattia prevalentemente sconosciuta e molti, tra insegnanti e genitori, manifestarono contro la presenza a scuola del ragazzo. Cominciò quindi una lunga disputa giudiziaria contro il sistema scolastico, e i media fecero il resto; Ryan divenne in breve tempo una celebrità nazionale, simbolo della lotta contro l'AIDS, e venne sostenuto da varie celebrità della musica e dello spettacolo.
Elton John divenne un grande amico del ragazzo, passando molto tempo con lui; anche Michael Jackson e il presentatore Phil Donahue presero a cuore la sua vicenda. Con grande sorpresa dei medici, Ryan visse cinque anni più del previsto prima di spegnersi l'8 aprile 1990. Al suo funerale parteciparono oltre 1 500 persone, tra cui i già citati Elton John e Michael Jackson, la First Lady Barbara Bush e Donald Trump. In memoria del ragazzo, Elton eseguì al pianoforte Skyline Pigeon: alcune parole di questo brano sono riportate sulla tomba del giovane, nel cimitero di Cicero, Indiana.

## Influenza culturale
- Prima di Ryan White, l'AIDS era una malattia di cui si sapeva poco o nulla, e veniva associata all'omosessualità. Questa concezione cambiò nel corso degli anni ottanta, grazie a personaggi come Ryan e Magic Johnson, che attraverso i mass media difesero la ricerca scientifica e spiegarono alla gente la gravità della malattia.
- Nel 1990, poco tempo dopo la morte di White, il Congresso degli Stati Uniti proclamò il Ryan White Care Act per contrastare l'AIDS.Il Presidente degli Stati Uniti George W. Bush firma il rinnovamento della legge Ryan il 19 dicembre 2006

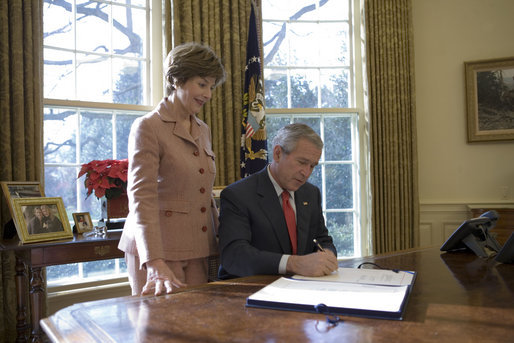
Il Presidente degli Stati Uniti George W. Bush firma il rinnovamento della legge Ryan il 19 dicembre 2006

- Nel 1992 la madre del ragazzo fondò la Ryan White Foundation mentre Elton John creò la Elton John AIDS Foundation negli Stati Uniti e, nel 1993, nel Regno Unito. Sempre Elton John, in seguito al tragico evento, darà un nuovo corso alla propria vita (nel 1990, infatti, si ristabilirà dalla dipendenza da alcool e droghe e dalla bulimia).
- Elton John nel 1992 dedicò a White il singolo The Last Song (i proventi furono donati al Ryan White fund dell'ospedale di Riley[2]).
- Michael Jackson gli dedicò la canzone Gone Too Soon[3];
- La cantante Tiffany gli dedicò il brano Here in My Heart[4].
- Nel novembre 2007, il Children's Museum di Indianapolis ha aperto una mostra, The Power of Children: Making a Difference, dedicata, oltre che a White, anche ad Anna Frank e Ruby Bridges[5].